# Mehet tovább a show
A Mehet tovább a show egy újabb Zoltán Erika remixalbum, amelyen ismételten található új, a korábbiakban még meg nem jelent dal is.

## Az album dalai[1]
1. Mehet tovább a show (2011) (Szabó Zé-Várszegi Ákos)
2. Easy Mix: Szerelemre születtem-Banális történet-Remete lány-Casanova)
3. Rólad álmodom (Ember Péter)
4. Belehalok – Grease (Erika-Kiki duett)
5. Disco mix 2008
6. Tiszta őrület 2011 DJ Dominique remix (Hauber Zsolt-Erica C.-Robby D.)
7. Szerelemre születtem Spigiboy remix (N. Tony-S. Brosi-Jávor Andrea)
8. Túl sexy (Pásztor László-Jakab György-Hatvani Emese)
9. Soha ne mondd nekem, viszlát! (Davis Clifton-...)
10. Remete lány spigiboy remix (F. Enz-Pásztor László-Jakab György-Hatvani Emese)